# Distrikt Salpo
Der Distrikt Salpo liegt in der Provinz Otuzco in der Region La Libertad im Westen von Peru. Der Distrikt wurde am 24. Dezember 1847 gegründet. Er besitzt eine Fläche von 195 km². Beim Zensus 2017 wurden 6403 Einwohner gezählt. Im Jahr 1993 lag die Einwohnerzahl bei 6992, im Jahr 2007 bei 6437. Die Distriktverwaltung befindet sich in der 3439 m hoch gelegenen Ortschaft Salpo mit 620 Einwohnern (Stand 2017). Salpo liegt knapp 12 km südsüdwestlich der Provinzhauptstadt Otuzco.

## Geographische Lage
Der Distrikt Salpo liegt im Südwesten der Provinz Otuzco. Der Río Moche fließt entlang der nordwestlichen Distriktgrenze nach Südwesten und entwässert dabei das Areal.
Der Distrikt Salpo grenzt im Südwesten und im Westen an die Distrikte Laredo und Poroto (Provinz Trujillo), im Norden an den Distrikt Otuzco, im Nordosten an den Agallpampa, im Osten an den Distrikt Mache sowie im Süden an den Distrikt Carabamba (Provinz Julcán).